# Toscana
Toscana er en region i den nordlige del af det centrale Italien, grænsende til Lazio (Latium) i syd, Umbria (Umbrien) i øst, Emilia-Romagna og Liguria (Ligurien) i nord, og liguriske og Tyrrhenske hav mod vest. Regionen anses gerne for Italiens skønneste. Navnet er afledet af tusci, der betød "toscaner" på et af de italienske sprog.
Toscana er kendt for sit landskab, traditioner, historie, kunst- og kulturarv, og sin indflydelse på kulturen. Den Italiensk renæssance havde i stor grad sin oprindelse her, først og fremmest grundet Firenze, og området har været hjemsted for mange historiske personer som påvirkede videnskab og kunsthistorie. Der er mange kendte museer i området, som blandt andet Galleria degli Uffizi og Palazzo Pitti. Toscana fremstiller vin, blandt andet Italiens mest kendte rødvin Chianti, som har sit navn fra en traditionel region i Toscana, men har også andre rødvine som Vino Nobile di Montepulciano, Morellino di Scansano og Brunello di Montalcino.
Eftersom Toscana har en stærk lingvistik og kulturel identitet er den til tider blevet betragtet som «en nation indenfor en nation». Syv toscanaske lokaliteter er blevet udnævnt af UNESCO som tilhørende verdens kulturarv: det historiske centrum af Firenze (1982); det historiske centrum af Siena (1995); pladsen til katedralen i Pisa, Piazza dei Miracoli (1987); det historiske centrum af San Gimignano (1990); det historiske centrum Pienza (1996); Val d'Orcia (2004), og Medici-villaerne og haveanlæg (2013). Toscana har over 120 beskyttede naturreservater, noget som gør regionen og dens hovedstad Firenze til et populært turistmål som tiltrækker sig millioner af besøgende hvert år.

## Toscanas provinser
- Firenze, hovedstad
- Siena
- Grosseto
- Pistoia
- Arezzo
- Lucca
- Massa Carrara
- Livorno
- Pisa
- Prato

## Øvrige vigtige byer
- San Gimignano
- Cortona
- Empoli
- Castiglione della Pescaia
- Collodi
- Volterra
- Montalcino
- Pienza
- Orbetello
- Capalbio
- Piombino

## Øer
- Elba
- Pianosa
- Capraia
- Montecristo
- Giglio
- Gorgona
- Giannutri